# Erwin Obermair
Erwin Obermair, född 29 augusti 1946 i Hargelsberg, död 15 januari 2017 i Linz, var en österrikisk amatörastronom.
Tillsammans med amatörastronomen Erich Meyer byggde han Meyer/Obermair-observatoriet.
Minor Planet Center listar honom som E. Obermair och som upptäckare av 7 asteroider.
Asteroiden 9236 Obermair är uppkallad efter honom.

## Asteroid upptäckt av Erwin Obermair
| 14057 Manfredstoll [A]                  | 15 januari 1996 |
| 15949 Rhaeticus [A]                     | 17 januari 1998 |
| 43955 Fixlmüller [A]                    | 6 februari 1997 |
| 48681 Zeilinger [A]                     | 21 januari 1996 |
| 58499 Stüber [A]                        | 3 november 1996 |
| 85411 Paulflora [A]                     | 3 november 1996 |
| 100485 Russelldavies [A]                | 3 november 1996 |
| Upptäckt tillsammans med: A Erich Meyer |                 |